# Cosmic Music
Cosmic Music ist eine in Mittel- und Südeuropa bekannte Musikrichtung.

## Entstehungsgeschichte

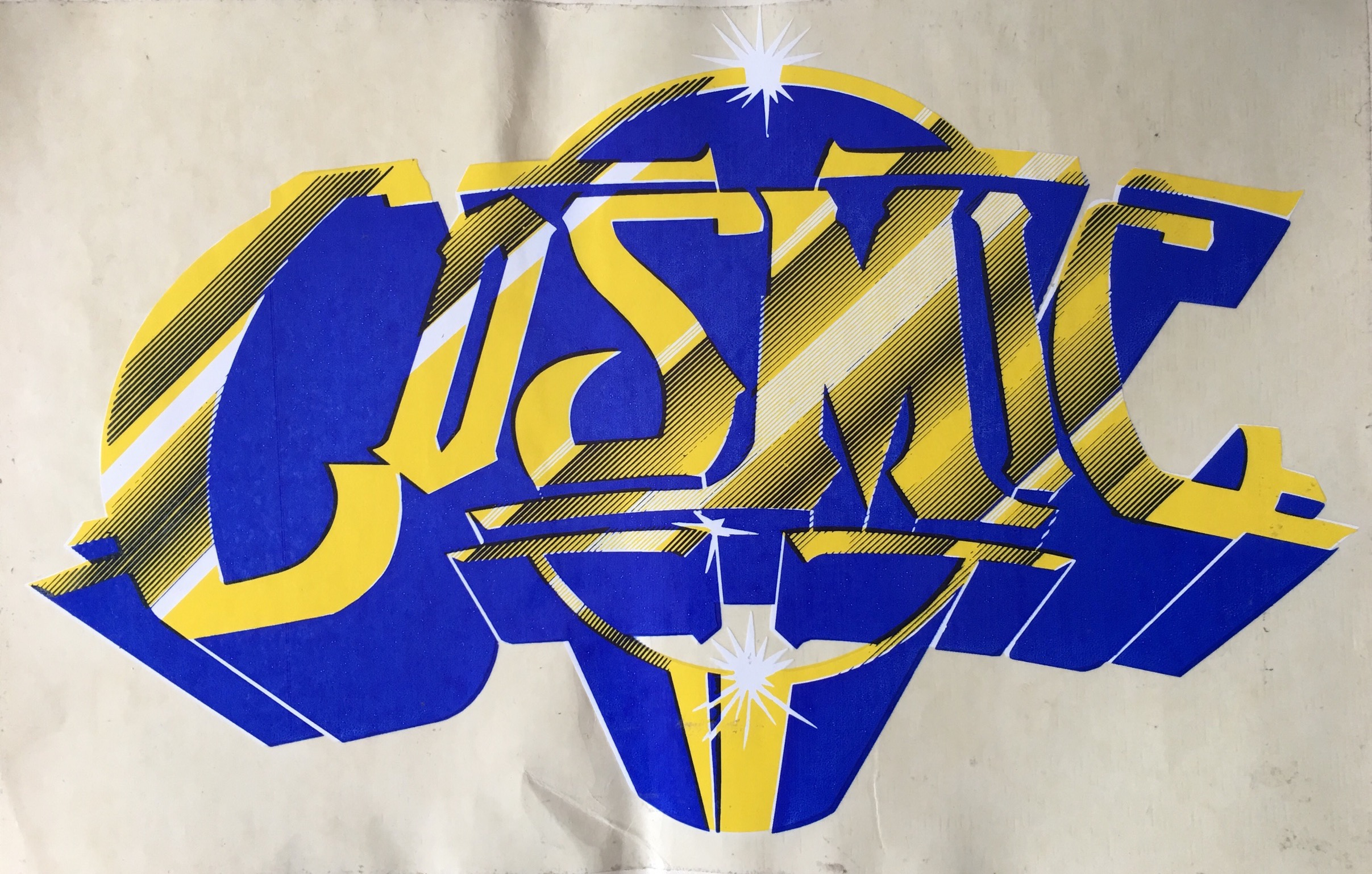
Logo der Diskothek Cosmic

Der Ursprung dieser Musikrichtung wird in Italien ab Mitte bis Ende der 1970er-Jahre lokalisiert. Die Musik in den verschiedenen Regionen von Italien war eine Mischung aus Jazz, Funk, Soul, Disco und Black Music. Diese Musikrichtung hatte noch keinen Überbegriff als Name, aber um 1980 herum begann sich diese Szene langsam weiterzuentwickeln. Es begann ein Musiktrend, ein Kult, der dann unter dem Namen Afro seine Bestimmung fand, weil im Gegensatz zur normalen Diskomusik zusätzlich noch Afro-Percussion und ethnisch-brasilianische Rhythmen und Stilarten mit eingebunden wurden. Die DJs mischten geeignete Stücke aus den unterschiedlichsten Musikrichtungen so, dass ein durchgehendes Gesamtwerk im Sinne einer Komposition der klassischen Musik entstand. Entscheidend war hierbei, dass die Stücke ohne Pausen und in gleicher, angepasster Geschwindigkeit gespielt wurden. An bis zu fünf Turntables wurde gearbeitet.
Zu den ersten Gründungsvätern gehören die DJs Daniele Baldelli, T.B.C., Loda (aka Beppe Loda), DJ Mozart, DJ Fabrizio Fattori, DJ Rubens, DJ Ebreo, DJ Yano sowie später auch Corrado DJ & DJ Stefan Egger, welche im Spleen Club in Arco am nördlichen Gardasee ihr Wirken Anfang der 1980er begannen. Weitere DJs in dieser Szene sind Fary, Rudy Franceschi, Gege, Pery, Meo, DJ Enne und Roberto Lodola.
Die bedeutendsten und trendformendsten Diskotheken und Clubs ab 1980 waren das Melody Mecca in Rimini mit DJ Pery, das Boomerang bei Pesaro mit DJ Fattori, das Chicago in Bologna mit DJ Ebreo, das Typhoon in Brescia mit DJ Loda und das Cosmic in Lazise mit DJ Baldelli. DJ Baldelli experimentierte dann immer mehr mit Elektronik, New Age und Space Sound.
Die Diskotheken und Clubs in Italien hatten bis dato nur samstags geöffnet, erfuhren aber immer mehr an Aufschwung. Die steigenden Besucherzahlen führten dazu, dass diese regelmäßig bis zum Anschlag voll waren. Die Diskothek Typhoon öffnete dann sonntags zu einem Domenica Nonstop und das Cosmic in Lazise aufgrund der ansteigenden Besucherzahlen auch wochentags in den Sommermonaten.

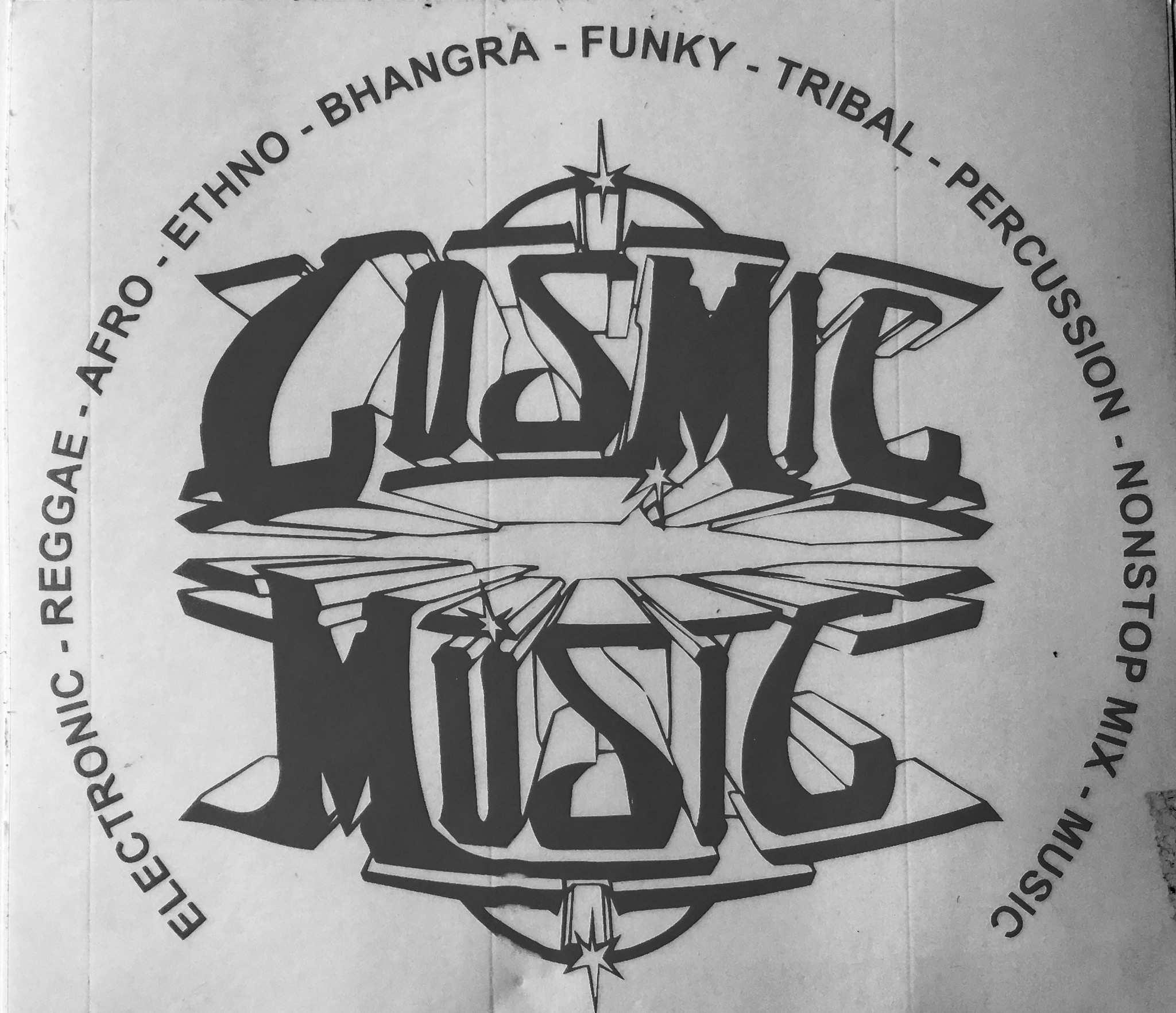
Cosmic Music Logo

Um 1981 exportierte der österreichische DJ Stefan Egger den Musikstil nach Österreich und Deutschland, genauer nach Innsbruck. Er übernahm diesen Musikstil aus Italien, vermischte ihn ab 1987 jedoch mit langsam gespieltem Techno, Beats und Grooves. Hierdurch wurde die Musikrichtung massentauglicher und einem breiteren Publikum zugänglich. Der große Sprung nach Deutschland gelang, als der zwischenzeitlich verstorbene Hannes Alshut und Rainer Gottschalk gemeinsam mit seinem Partner Rob Neureiter beschlossen, der Stilrichtung einen einprägsameren Namen zu geben: „Cosmic Music“ war geboren. Bis dahin sprach man immer von Afro, was oft zu irreführenden Assoziationen führte. Weitere Wegbereiter waren DJ Pablo Landauer (Fiesta Musica Magica) und Frank Sammüller (Bahiana Corps).
Hannes Alshut erkannte als Marketingfachmann das in Cosmic Music steckende Potential, ließ sich diese Bezeichnung als Wort- und Bildmarke schützen und startete seine erfolgreiche Veranstaltungsserie und verpflichtete hierfür DJ Stefan Egger. Später übertrug er die Rechte seiner Marke an DJ Micky, welcher seit Anfang der 1990er-Jahre für ihn unter Vertrag stand. Das Logo „Cosmic Music“ gestaltete Oli Schneider im Auftrag von Hannes Alshut nach dem Vorbild des Logos der Kult-Disco Cosmic am Gardasee. Oli Schneider lebt heute nach einem Schlaganfall in Augsburg.
„Cosmic Music“ als Musik- und Veranstaltungsagentur trug hauptsächlich im deutschsprachigen Alpenraum zur Verbreitung der Alternativ-Musik „Cosmic“ bei, die aber immer weniger mit den Ursprüngen dieser Musikrichtung gemein hatte. Die Musikstilelemente Afro, Reggae, Funk, Brasil, Cumbia, Ambient etc. werden immer noch verwendet. Cosmic hat sich aber weiterentwickelt und modernisiert. Ein Unterschied zu bestehenden Musikrichtungen wie House, Techno, Hip-Hop, Dance usw. besteht immer noch. Es ist weiterhin kein Mainstream, es gibt keine expliziten Chart- und Hitlisten. Eines der wichtigsten Elemente dieses Old-School-Cosmic war der Gedanke der Komposition im Sinne der klassischen E-Musik. Damals erarbeiteten die DJs für jeden ihrer Auftritte eigene einstündige Kompositionen, die ähnlich wie in der klassischen Komposition ein Opening, Steigerungen, Höhepunkte und ein Finale enthielten. Die „Instrumente“ waren dabei Sound-Versatzstücke, das Auflegen eher ein „Komponieren“ im Vergleich zum heutigen Recycling eigener Re-Mixes.
Cosmic Music blieb bis heute eine Insider-Szene im Raum Süddeutschland, Bayern, Tirol und Norditalien und wird immer noch von verschiedenen DJs auf zahlreichen Veranstaltungen in Clubs und Hallen dieser Regionen verbreitet.

## Veranstaltungsorte
Hannes Alshut und seine Partner starteten Ende 1980 von Augsburg aus die Veranstaltungsserien der Cosmic Music Productions, welche sich auch in diesem Raum in den darauffolgenden Jahren immer mehr an Beliebtheit bei den Partybesuchern erfreute. Durch die wachsende Akzeptanz der nächtlichen Besucher wurde das Veranstaltungsgebiet ausgeweitet, von Augsburg aus in Richtung München und bis tief ins bayrische Voralpenland. Um die immer häufiger stattfindenden Veranstaltungen im Raum München und Oberbayern zu promoten und organisieren, wurde in Weilheim/Oderding ein weiterer Partner, Conny Widmann, unter Vertrag genommen.
Cosmic Music Productions tourte durch namhafte Clubs, Diskotheken, Schlösser und Stadthallen, aber auch viele andere Locations und Räume wurden versucht zu beschallen.

## Musikalische Einordnung
Im Rahmen von Cosmic wurden und werden Songs aus verschiedensten Kulturen und vielen verschiedenen Musikrichtungen verarbeitet, wie beispielsweise Funk, Afro, Brasil, Reggae, Ragga, Bhangra, Rock, Pop, später auch Hip-Hop, Trip-Hop, Big Beat bis hin zu Trance und anderen Formen elektronischer Musik.
Da diese Musikrichtungen im Grundtempo starke Unterschiede aufweisen, werden durchaus auch Schallplatten, die zum Abspielen mit 33 rpm vorgesehen sind, mit 45 rpm abgespielt. Der dabei entstehende Micky-Mouse-Effekt wurde geradezu zum prägenden Stilmerkmal. Da beim klassischen 1210er zwischen der höchsten Stellung des Pitchreglers auf 33 und der niedrigsten auf 45 ein „Tempoloch“ klafft, gehören modifizierte Turntables mit auf bis zu 30 % erweitertem Pitching-Bereich zur Standardausstattung. Inzwischen gibt es von Technics das Modell 1210 M5G mit einem Pitchbereich von ±16 %.
Anfangs bewegte sich Cosmic in einem Tempobereich von 90 bis 105 BPM. Das Grundtempo erhöhte sich im Lauf der Jahre, zu den Hochzeiten betrug es bereits 105 bis 110 BPM. Das Tempo nahm weiter zu und hat 110 BPM heute bereits überschritten. Das Cosmic-Tempo liegt derzeit bei 105 bis 115 BPM.
Auch heute lebt Cosmic weiter, wenn auch regional begrenzt auf Italien, Österreich und Süddeutschland. Cosmic hat sich zu einer Art elektronischer „Worldmusic“ entwickelt.

## Soziologie von Cosmic-Musik
- Geographische Verbreitung: Cosmic hat sich von Italien aus nur bis nach Süddeutschland und Nordtirol ausgebreitet. Als Hochburgen im nicht-italienischen Raum sind dabei besonders Innsbruck (Afro-Meeting), Augsburg und München zu nennen. In Italien ist die Musikrichtung besonders in der Region Veneto beliebt, wobei Verona (Discoteca Stargate) und Padova eine besondere Rolle spielen.

- Österreich: In Österreich ist die Cosmic-Kultur fast ausschließlich auf Nordtirol begrenzt. Obwohl Innsbruck als Universitätsstadt zahlreiche Studenten aus Vorarlberg und anderen Bundesländern Österreichs beherbergt, hat sich die Musikrichtung in Österreich zu keiner Zeit nennenswert in andere Bundesländer ausgebreitet. Fast unbekannt ist die Musikrichtung auch in Wien. Auch in den österreichischen Kultursendern wie FM4 findet die Musik kaum Beachtung. Im Sommer 2005 gab es jedoch eine Serie bei FM4, die jeden Samstagabend italienischen Cosmic aus den 1980er Jahren vorstellte. In Innsbruck hat Cosmic gar die Stellung einer Art Underground-Volksmusik. So wurde Cosmic auch im Tivoli-Stadion bei Bundesligaspielen des FC Wacker Innsbruck zur Pause eingespielt.

- Tanz: Cosmic ist durch einen charakteristischen Tanzstil geprägt, den man am ehesten als Ausdruckstanz bezeichnen kann. Besonders markant ist dabei das „wie auf Samtpfötchen tapsen“.